# Islamologie
L'islamologie appartient au domaine des sciences des religions et consiste en l'étude des différents aspects de l'islam.
Un islamologue (néologisme récent dont les premières occurrences semblent remonter aux années 1970 et qui reste absent du TLFi,) désigne généralement un chercheur spécialisé dans l'étude de l'islam et du fait religieux islamique. Le terme est à distinguer de l'ouléma, théologien sunnite.

## Définition
L'islamologie est une science qui étudie les croyances, pratiques et textes des musulmans pour en déterminer « le contenu, les significations, les sources et origines, les évolutions, les conséquences »[réf. nécessaire]. Étudiant l'islam comme un phénomène historique, il utilise les méthodes des sciences humaines, telle la philologie, les sciences sociales. Ses recherches ni ses méthodes ne relèvent du champ de la croyance. Ainsi, les islamologues musulmans, s'il veulent "ne pas faire de l'apologétique déguisée", doivent "mettre leur foi entre parenthèses", pour ne pas chercher à interpréter selon une vision religieuse préconçue et parce que l'islamologie n'hésite pas à étudier les dogmes eux-mêmes.
Selon Burhan Ghalioun en 2009 : « alors que les chaires d’islamologie se multiplient dans les universités, des spécialistes du monde arabe, historiens, anthropologues, sociologues, politologues, économistes, démographes et d’autres, abandonnent pratiquement l’étude des sociétés réelles vivantes au profit des études islamiques. On s’occupe de plus en plus de théologie, d’histoire religieuse, de conflits interconfessionnels, du rapport du dogme aux valeurs et idées modernes (les thèmes dominants de la recherche et des colloques scientifiques sont : islam et démocratie, islam et laïcité, islam et modernité, islam et économie de marché, etc.) et de moins en moins de l’histoire des idées, de la formation des nations, des expériences politiques propres ou des transformations que connaissent les sociétés arabes ou musulmanes. [...] La quasi-totalité de ce qui se publie aujourd’hui sur les sociétés musulmanes, en Occident comme en Orient, se rapporte d’une manière ou d’une autre à l’islam. Parmi ces recherches dominent évidemment des thèmes théologiques, pseudo-anthropologiques, historiques et surtout identitaires, tandis que très peu de recherches sont consacrées aux problèmes et aux défis actuels, économiques, politiques, sociaux, culturels, qu’abordent encore les disciplines sociales universelles. On privilégie l’exégèse coranique, l’interrogation des textes, les études historiques plutôt que les recherches empiriques et les enquêtes de terrain. »
L'islamologue est un scientifique. Il n'a pas pour but la réforme de l'islam ou un dialogue interreligieux même si connaisseur de l'islam, il peut avoir des avis et expériences.

## Histoire
Le CNRS et la Fondation de l'islam de France ont signé en 2018 un partenariat pour « renforcer la recherche en islamologie, c'est-à-dire l'étude scientifique du fait religieux islamique, en France. »